# Изток (квартал на София)
Вижте пояснителната страница за други значения на Изток.
„Изток“ е един от кварталите на София.
Кварталът има много добра транспортна връзка с цяла София. През квартала преминават главни булеварди като „Драган Цанков“ и „Цариградско шосе“. По булевард „Драган Цанков“ се движат автобуси 413 (Централна гара – Технополис Ж.К. Младост 4) и 67 (Семинарията - кв. Симеоново) . На булевард „Драган Цанков“ се намира Световният търговски център „Интерпред“ и метростанция „Жолио Кюри“. На булевард „Цариградско шосе“ се намира възловата спирка на градския транспорт – „Хотел Плиска“. На тази спирка спират тролеи 3, 4, 5 и 11 и автобуси 73, 76, 84, 184, 204, 213, 280, 305, 604. Срещу хотел Плиска на улица „Николай Коперник“ е спирката и обръщателното колело на автобус 72 (Хотел Плиска – ж.к. Западен парк). Булевард „Цариградско шосе“ продължава извън София като магистрала „Тракия“ и стига до Бургас.

## Сгради и съоръжения
В квартал „Изток“ се намират посолствата на Азербайджан, Ирак, Куба, Северна Македония, Судан, Финландия, Япония, Русия, Германия, Азербайджан, Монголия.
Учебните заведения в квартала са: Софийска професионална гимназия по електроника „Джон Атанасов“, 119 СУ „Академик Михаил Арнаудов“, СУ „Климент Охридски“, Професионална гимназия по фризьорство и козметика „Княгиня Евдокия“, детски градини и др.
На ул. „Латинка“ 12 се намира къщата на покойния, български художник професор Ненко Балкански. Същата е обявена за къща музей, но вече почти тридесет години от смъртта му тя стои необитаема, заключена и запустяла.
В квартала има три площада: „Капитан Петко Войвода“, „Хосе Марти“ с бюст на Хосе Марти и зелени площи, и площад „Радой Ралин“ със статуя на Радой Ралин.
През квартала преминава Драгалевската река, която в този участък се нарича Новачица.
В квартал Изток се намират хотелите Плиска (***), Парк-хотел Москва (***), Европа (****), Латинка (***) – на ъгъла на улиците „Латинка“ и „Константин Щъркелов“, точно до входа на метростанция „Жолио-Кюри“, и други по-малки хотели.

## Улици и произход на имената им
| Път                     | Наречен на                                              | Местоположение |
| ----------------------- | ------------------------------------------------------- | -------------- |
| „Академик Методи Попов“ | Методий Попов (1881 – 1954), биолог                     | Карта          |
| „Антон П. Чехов“        | Антон Чехов (1860 – 1904), руски писател                | Карта          |
| „Асен Пейков“           | Асен Пейков (1908 – 1973), скулптор                     | Карта          |
| „Атанас Далчев“         | Атанас Далчев (1904 – 1978), поет                       | Карта          |
| „Вълко Радински“        | Вълко Радински (1908 – 1938), комунистически деятел     | Карта          |
| „Георги Бакалов“        | Георги Бакалов (1873 – 1939), общественик               | Карта          |
| „Д-р Любен Русев“       | Любен Русев (?), психиатър                              | Карта          |
| „Д-р Стамен Григоров“   | Стамен Григоров (1878 – 1945), микробиолог и лекар      | Карта          |
| „Димитър Л. Гичев“      | Димитър Гичев (1893 – 1964), политик                    | Карта          |
| „Димчо Дебелянов“       | Димчо Дебелянов (1887 – 1916), поет                     | Карта          |
| „Драган Цанков“         | Драган Цанков (1828 – 1911), политик                    | Карта          |
| „Еужен Потие“           | Йожен Потие (1816 – 1887), френски политик              | Карта          |
| „Константин Щъркелов“   | Константин Щъркелов (1889 – 1961), художник             | Карта          |
| „Латинка“               | Латинка (Tropaeolum), род растения                      | Карта          |
| „Люлякова градина“      | ?                                                       | Карта          |
| „Майор Юрий Гагарин“    | Юрий Гагарин (1934 – 1968), руски космонавт             | Карта          |
| „Незабравка“            | Незабравка (Myosotis), род растения                     | Карта          |
| „Никола Мирчев“         | Никола Мирчев (1921 – 1973), художник                   | Карта          |
| „Николай Островски“     | Николай Островски (1904 – 1936), украински писател      | Карта          |
| „Николай Хайтов“        | Николай Хайтов (1919 – 2002), писател                   | Карта          |
| „Пиер Дегейтър“         | Пиер Дегейтер (1848 – 1932), белгийски художник         | Карта          |
| „Райко Алексиев“        | Райко Алексиев (1893 – 1944), журналист                 | Карта          |
| „Самоков“               | Самоков, град в Западна България                        | Карта          |
| „Светослав Обретенов“   | Светослав Обретенов (1909 – 1955), композитор           | Карта          |
| „Тарас Шевченко“        | Тарас Шевченко (1814 – 1861), украински поет            | Карта          |
| „Тинтява“               | Тинтява (Gentiana), род растения                        | Карта          |
| „Тодор Стоянов“         | ?                                                       | Карта          |
| „Тончо Русев“           | Тончо Русев (1932 – 2018), композитор                   | Карта          |
| „Фредерик Жолио Кюри“   | Фредерик Жолио-Кюри (1900 – 1958), френски физик        | Карта          |
| „Цариградско шосе“      | Истанбул, град в Северозападна Турция                   | Карта          |
| „Чарлз Дарвин“          | Чарлз Дарвин (1809 – 1882), английски естествоизпитател | Карта          |

1. 1 2  Уебсайт на център за градска мобилност